# 압테로노투스과
압테로노투스과 또는 유령칼고기과(Apteronotidae)는 김노투스목에 속하는 조기어류 과의 하나이다. 파나마와 남아메리카의 민물에서 발견된다.

## 하위 속
압테로노투스과는 15개 속에 88종으로 이루어져 있다. 최근에도 많은 종이 발견되며 기록되고 있다.

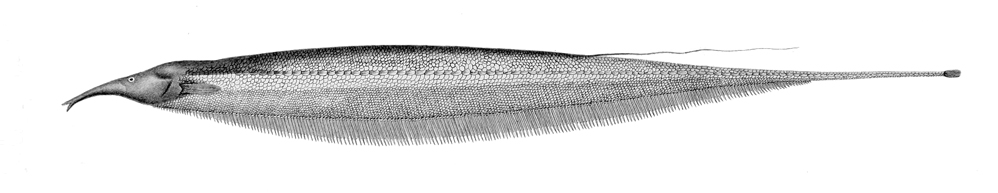
Sternarchorhynchus oxyrhynchus

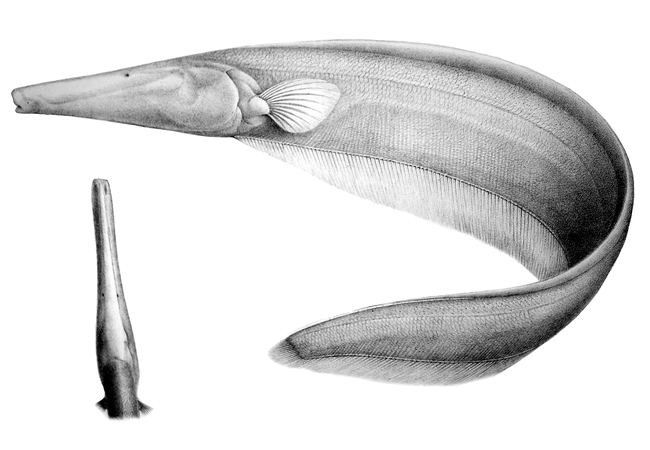
Orthosternarchus tamandua

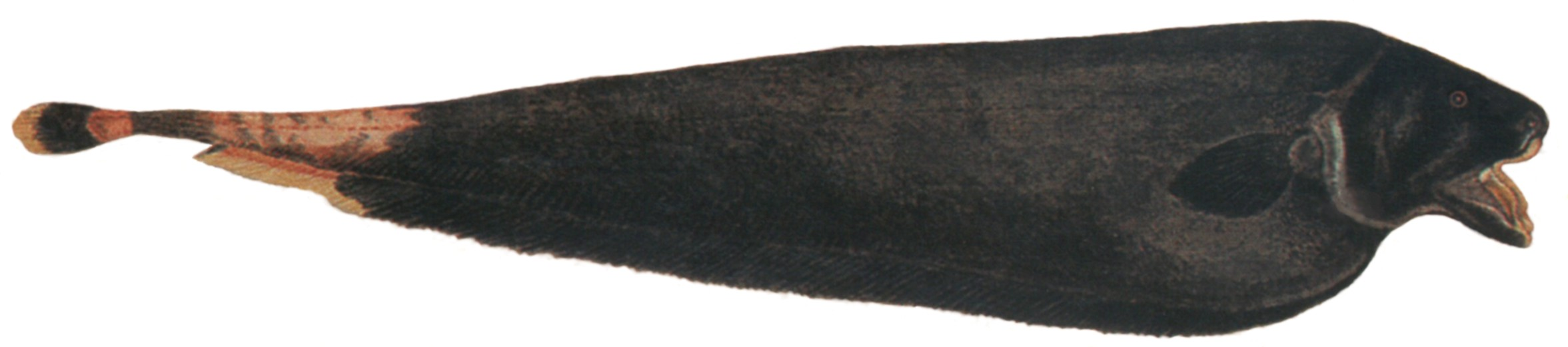
Apteronotus albifrons

- Adontosternarchus
- Apteronotus
- Compsaraia
- Magosternarchus
- Megadontognathus
- Orthosternarchus
- Parapteronotus
- Pariosternarchus
- Platyurosternarchus
- Porotergus
- Sternarchella
- Sternarchogiton
- Sternarchorhamphus
- Sternarchorhynchus
- Tembeassu